# Noemi Lung
Noëmi Ildiko Lung (Baia Mare, 16 mei 1968) is een Roemeens voormalig zwemster. Ze vertegenwoordigde haar vaderland op twee edities van de Olympische Zomerspelen: Seoel 1988 en Barcelona 1992. Lung won in 1988 olympisch zilver en brons.

## Biografie
Lung nam in 1986 deel aan de WK en won er één medaille: brons op de 400 meter wisselslag. Een jaar later deed ze mee aan EK. Daar bemachtigde ze drie medailles, goud op de 400 meter wisselslag, zilver op de 4x200 m vrije slag en brons op de 200 m wisselslag. Tevens verzamelde ze een recordaantal van vijf medailles op de Zomeruniversiade 1987.
In 1988 won ze twee individuele medailles op de Olympische Zomerspelen van Seoel, op de 200 meter wisselslag en op de 400 meter wisselslag. Op de Olympische Zomerspelen van Barcelona (1992) behaalde ze geen medaille. Kort erna beëindigde ze haar sportieve carrière. In 1990 emigreerde ze naar de Verenigde Staten, waar ze in 1995 een studiebeurs ontving en aan de Florida International University studeerde. Toch bleef de zwemsport trekken, want van 2002 tot 2010 was ze de hoofdcoach van het vrouwenzwemteam van de Florida International University en in 2010 werd ze directeur van het zwem- en fitnesscentrum van de universiteitscampus.
Lung huwde in december 1995 met handballer Cristian Zaharia. Ze hebben samen één zoon.

## Erelijst
- Olympische Zomerspelen: 1× , 1×
- Wereldkampioenschappen, 1×
- Europese kampioenschappen: 1× , 1× , 1×